# سمفونی شماره ۱ (برامس)
سمفونی شماره ۱ (انگلیسی: Symphony No. 1) در گام سی مینور اپوس ۶۸، سمفونی‌ای است از مصنف و آهنگ‌ساز برجسته آلمانی سبک رمانتیک، یوهانس برامس. چنین برآورد می‌گردد که برامس ۱۴ سال برای تکمیل این سمفونی وقت صرف کرد که نخستین طرح‌های مقدماتی آن از سال ۱۸۵۴ شروع شد. برامس اذعان داشت که پیش‌طرح‌ها تا رسیدن به حاصل نهایی، از ۱۸۵۵ تا ۱۸۷۶ و به‌طور کلی، ۲۱ سال به طول انجامیده‌است. نخستین اجرای این سمفونی در تاریخ ۴ نوامبر سال ۱۸۷۶ در کارلسروهه و به رهبری فلیکس اتو دسوف بر روی صحنه رفت.